# Puig Formiguer
El Puig Formiguer és una muntanya de 1.029 metres que es troba al municipi de Vidrà, a la comarca d'Osona.